# Aldringham
Aldringham is een dorpje in het Engelse graafschap Suffolk, ongeveer 1½ km ten zuiden van Leiston. Het maakt deel uit van de civil parish Aldringham cum Thorpe. Aldringham komt in het Domesday Book (1086) voor als 'Alrincham'. De aan de apostel Andreas gewijde dorpskerk, waarvan de oudste delen uit de dertiende eeuw stammen, staat op de Britse monumentenlijst.